# Лученець
Лу́ченець (словац. Lučenec) — місто у центральній Словаччині, Банськобистрицький край. Центр округу Лученець. 

## Географія
Місто розташоване в центральній частині Лученської улоговини. Протікають Тугарський потік; Слатінка і Точніца.
Лученець знаходиться за 26 км на захід від міста Рімавська Собота, за 48 км на південний схід від Зволена. У перспективі планується будівництво північної об'їзної міста.
На західній околиці міста знаходиться водосховище Лядово на Тугарському потоці, яке використовується переважно для рибальства.

## Історія
Археологічні знахідки вказують на поселення, де сьогодні розташований Лученець, ще в доісторичні часи.
Поселення було уперше згадане 1128 року, але аж до XV століття було невеликим поселенням. Сама назва Лученець вперше згадується в грамоті короля Бели IV від 3 серпня 1247 року. 
У 13-му і 14-му століттях Лученець не розвинувся настільки економічно, щоб стати вільним містом. Це пояснювалося його розташуванням поза основними транзитними шляхами. 1451 року вже згадується як місто, тоді біля стін міста відбулась битви при Лученці, де війська Яна Іскри здобули перемогу над армією Яноша Гуньяді.
У XVI столітті місто багато разів брали в облогу турки. 1544 року вони взяли його штурмом і 40 років Лученець належав Османській імперії. А 1575 року місто вже згадується як «безлюдне». У середині XVI століття тут поширюється сильний реформаційний рух. 1608 року римо-католицьку церкву захопили кальвіністи та більшість мешканців Лученець стали кальвіністами. 
У 1828 році в Лученці проживало 3000 мешканців, було 216 будинків та 229 ремісничих майстерень. 1846 року місті було засновано перший банк і першу міську газету. У 1847 році була заснована кальвіністська гімназія. Під час революційних подій 1849 року Лученець був спалений російською царською армією. 1867 року місті будуються заводи, приходить індустріалізація. У 1890-х роках збудовано нову ратушу. 1899 року на місто обрушилася повінь.

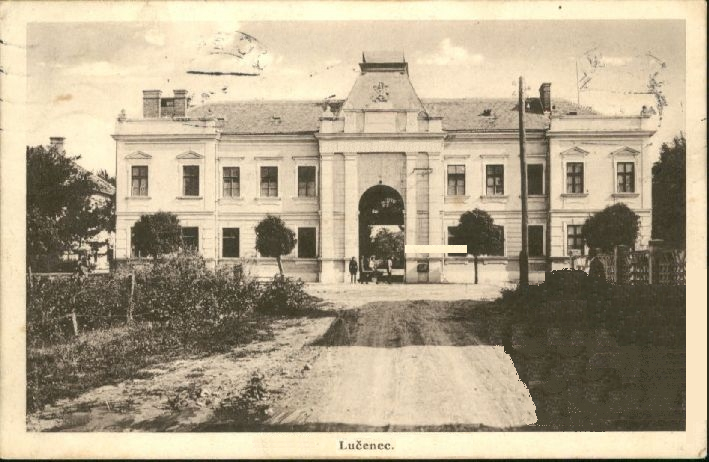
Казарми в Лученці, близько 1900 року

Після розпаду Австро-Угорщини Лученець став місцем боїв між чехословацькою армією та угорською. Угорська армія була змушена відступити, а трохи пізніше за арбітражем місто потрапило до складу Чехословаччини. 1938 року Угорщина окупувала місто знову. Але 14 січня 1945 року Лученець вже окупували частини радянської та румунської армій, встановлено комуністичний режим.
У 1968 році на територію міста увійшли війська Варшавського договору.
2023 року стався інцидент, коли словацький студент-медик Матуш Геч приїхав на так званий «марш миру» у місто Лученець з українським прапором. Але на свою адресу почув нецензурну лексику, погрози від учасників акції, а потім отримав удар по обличчю.

## Населення
| Рік:            | 1994.  | 2004.   | 2014.   | 2024.    |
| --------------- | ------ | ------- | ------- | -------- |
| Кількість осіб: | 29 023 | 28 039  | 28 204  | 24 661   |
| Різниця:        |        | -3,39 % | +0,58 % | -12,56 % |

| Рік:            | 2023.  | 2024.   |
| --------------- | ------ | ------- |
| Кількість осіб: | 25 018 | 24 661  |
| Різниця:        |        | -1,42 % |

Кількість жителів за переписом 2021 року: 25 902 мешканці.
Етнічний склад населення:
- Словаки – 20 648 (79,72%)
- Угорці – 2 171 (8,38%)
- не визначено – 2 788 (10,76%)

Релігійний склад населення:
- Римо-католики – 40,99%
- без релігії – 32,85%
- Євангелісти – 10,22%
- Греко-католики – 0,7%

## Світлини

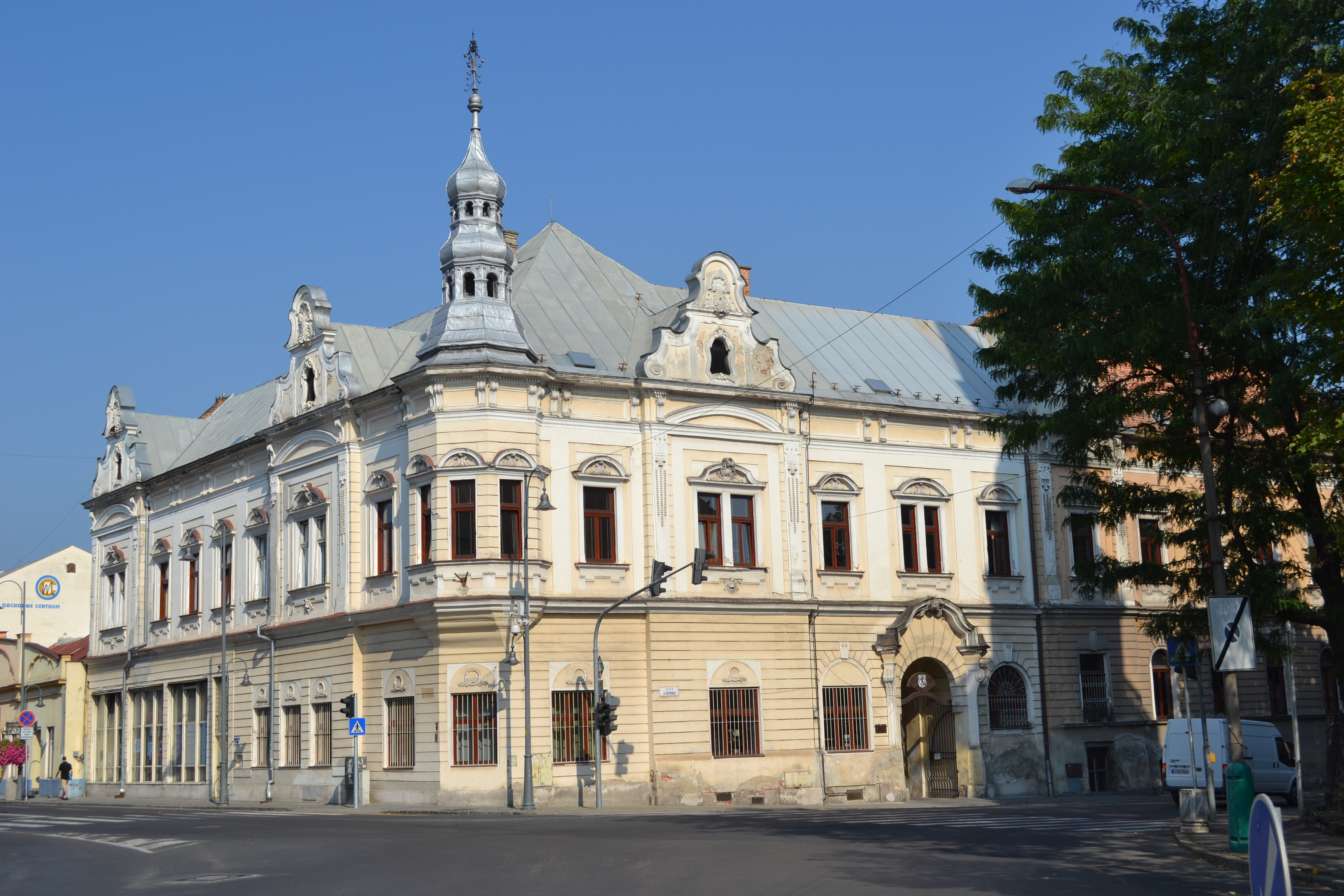
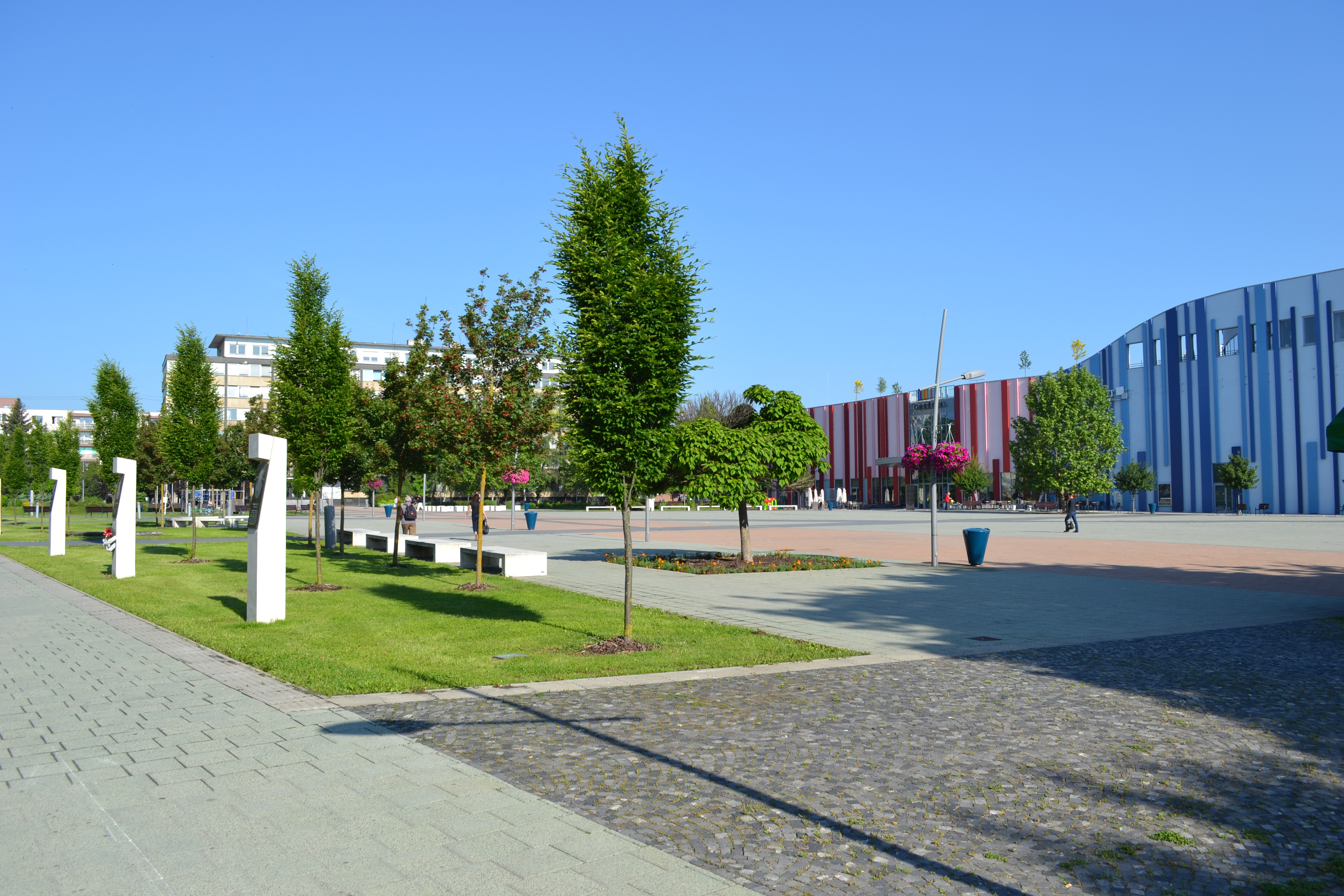
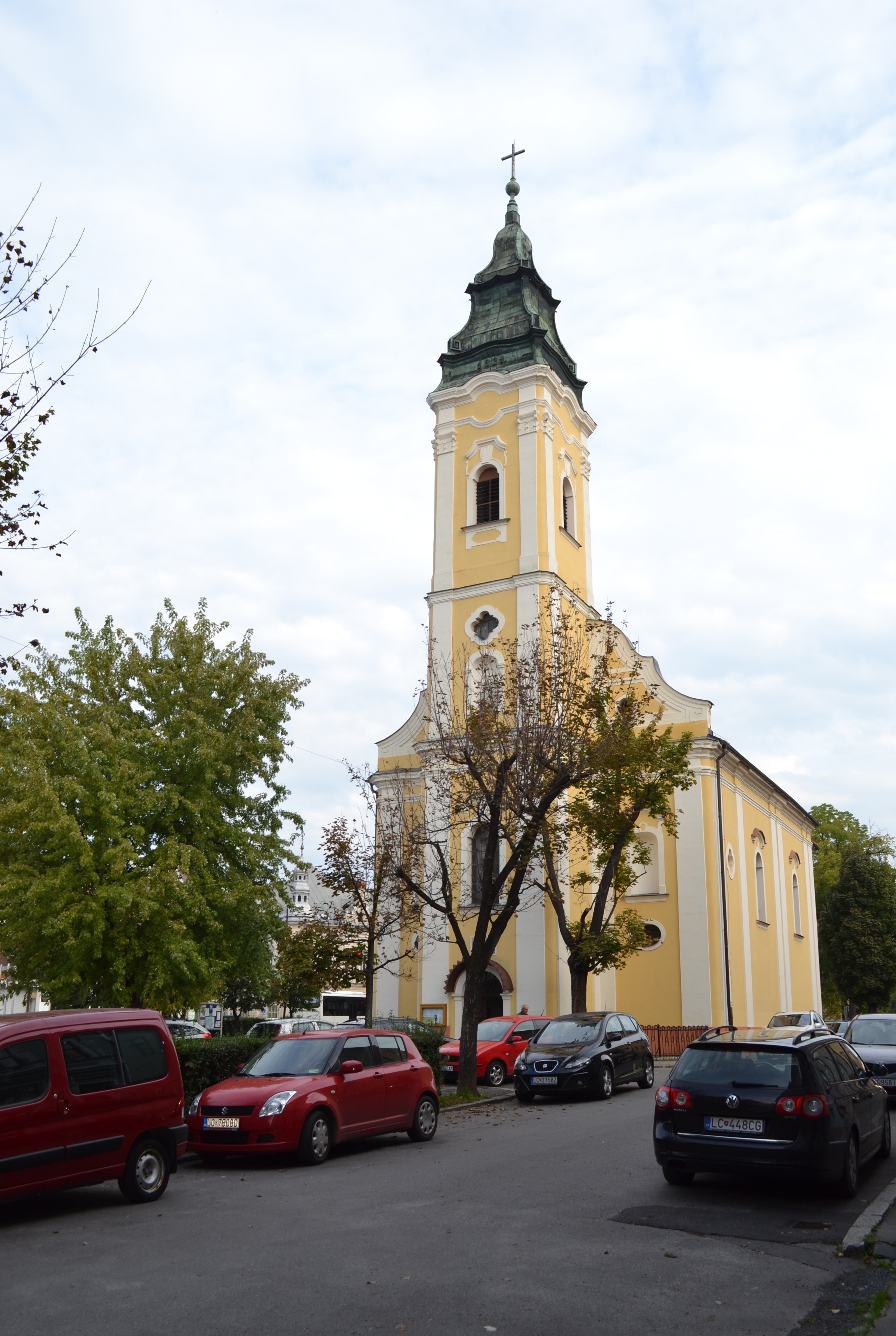
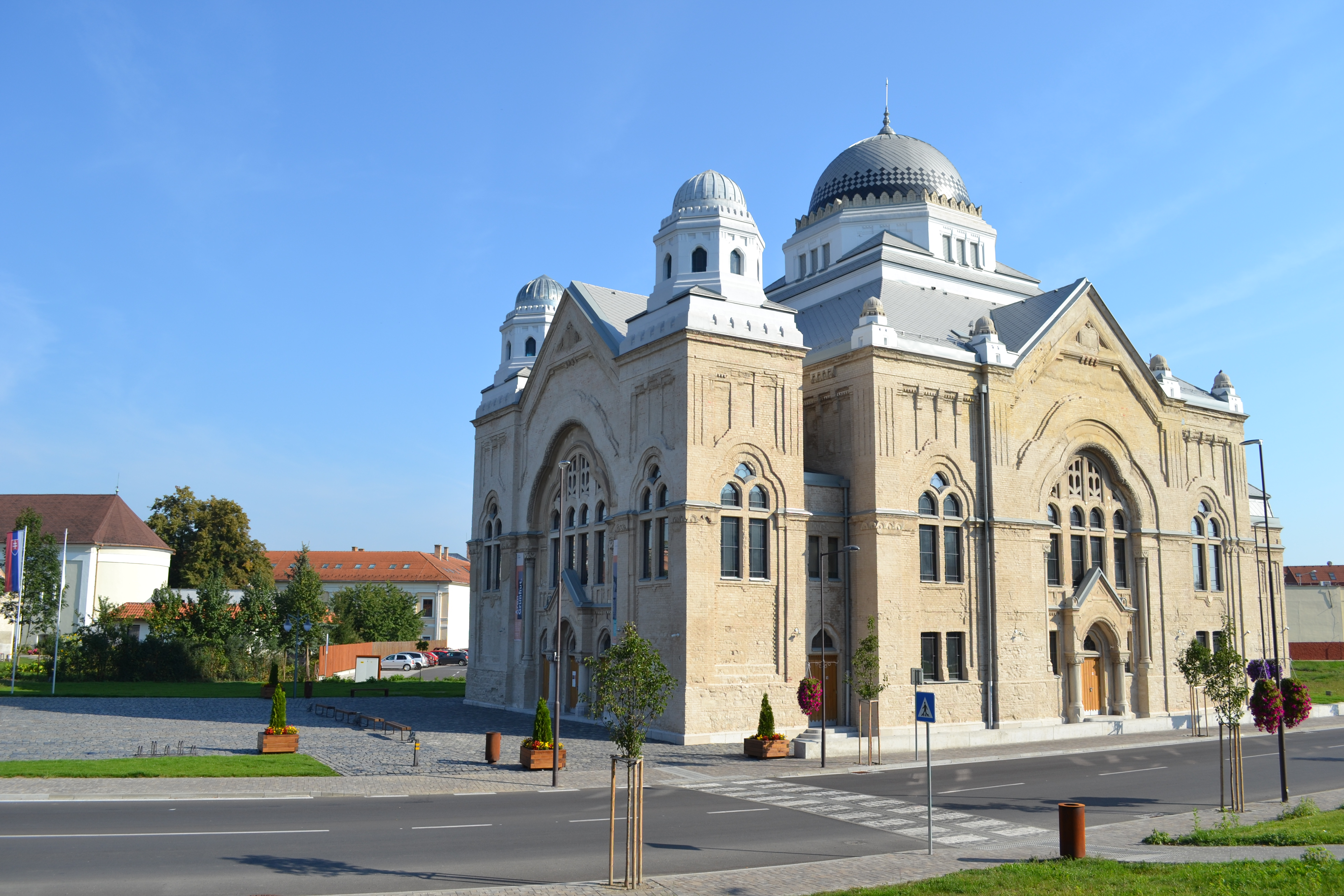
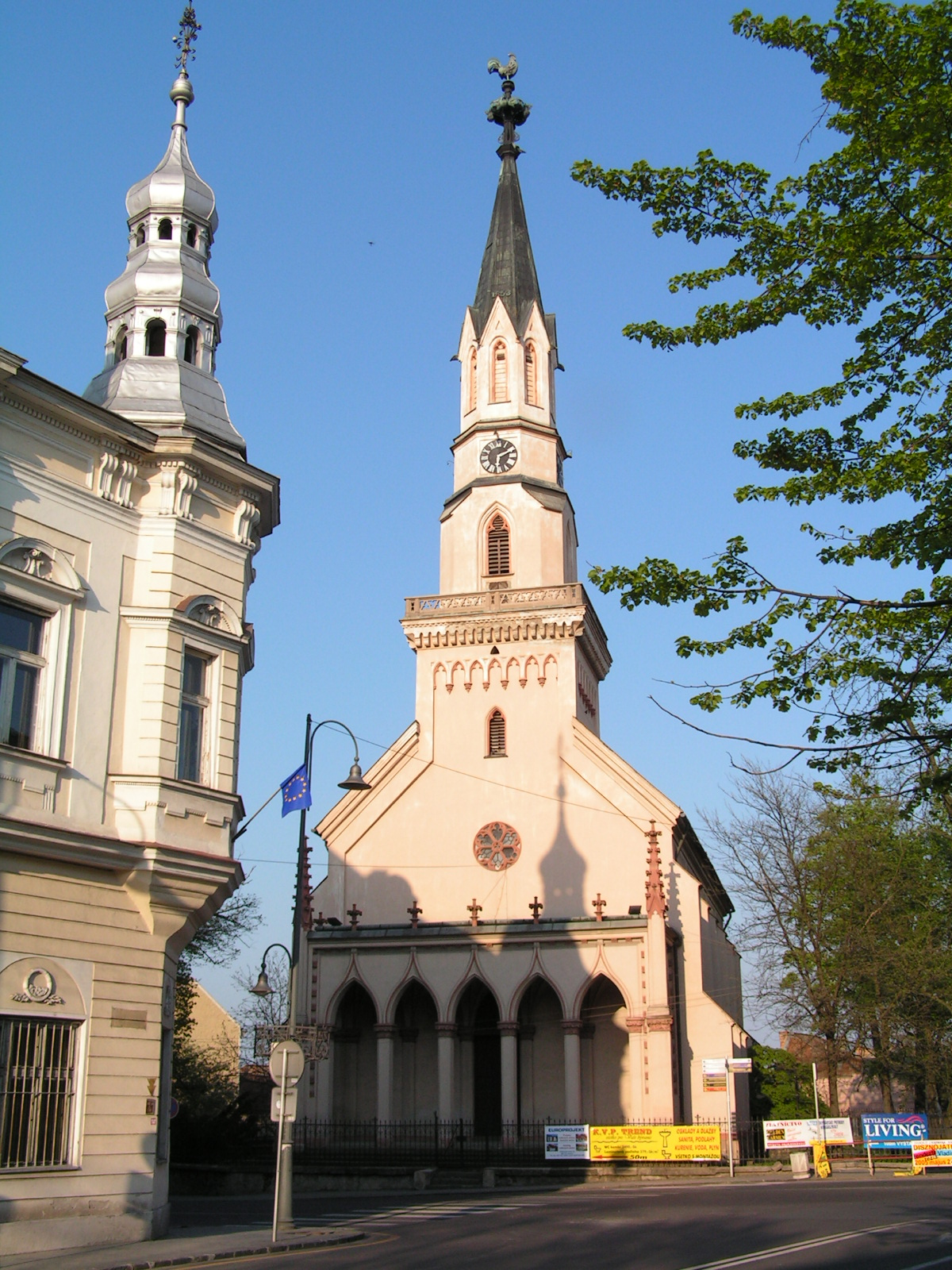

## Визначні пам'ятки
- Костел святої Марії
- Синагога
- Ратуша
- Дворянські садиби

## Відомі особистості
У місті народилась:
- Адріана Кучерова (нар. 1976) — словацька оперна співачка.
- Золтан Тілді — угорський політик.

## Міста-партнери
- Лоуни, Чехія
- Мельник, Чехія
- Папа, Угорщина
- Полезелла, Італія
- Шалготар'ян, Угорщина
- Золотоноша, Україна